# Street Fighter Alpha – A film
A Street Fighter Alpha – A film vagy Street Fighter Alpha – Utcai harcosok (eredeti címén Street Fighter Alpha: The Animation vagy Street Fighter Alpha: The Movie; Japánban Street Fighter Zero (ストリートファイターZERO) címen is ismert) 1999-ben bemutatott kétrészes OVA film, amely a Capcom Street Fighter Alpha harcolós videójátékán alapul. A filmet Jamaucsi Sigejaszu rendezte Umakosi Josihiko szereplőtervei alapján. Az angol nyelvű változatot a Manga Entertainment készítette el 2000-ben. Magyarországon a Black Mirror jelentette meg DVD-n.
A Street Fighter Alpha – A film a Street Fighter II megjelenésének tizedik évfordulója alkalmából készült el. Nem kapcsolódik sem a Street Fighter 2 – The movie filmhez, sem pedig a Street Fighter II V animesorozathoz, hanem egy azoktól független alkotás.

## Cselekmény
Rjú, aki még nem dolgozta fel mestere, Góken halálát egy utcai csetepaté során – magára hívva Chun-Li Interpol-ügynök figyelmét is – találkozik egy fiúval, Sunnal, aki azt állítja, hogy az öccse. Rjú közben szenved egy gonosz erő, a Sötét Hadó átkától és látomásszerűen felbukkan előtte egy nő, Rose, aki a Sötét Hadóról és harcának okáról kérdezi. Rjú régi barátja, Ken kezdetben nem szíveli Sun társaságát, de úgy döntenek, hogy részt vesznek egy harci tornán, melyet Rjú a maga részéről elutasít. Rjút eközben követi egy lány, Szakura, aki csodálja Rjú harci tudását és a tanítványa akar lenni. A torna azonban egy Shadowlaw nevezetű bűnszervezet csapdájának bizonyul és elrabolják Sunt. Nem elég, hogy Rjúnak ki kell szabadítania a fiút az ellenség, Dr. Sadler karmai közül, de a lassan saját akarata feletti uralmat is átvevő sötét energiák forrásával, Gókival is kénytelen lesz megküzdeni.

## Szereplők
| Szereplő                                                            | Japán hang         | Angol hang      | Magyar hang      |
| ------------------------------------------------------------------- | ------------------ | --------------- | ---------------- |
| Rjú                                                                 | Koszugi Kane       | Skip Stellrecht | Tokaji Csaba     |
| Ken Masters                                                         | Icsidzsó Kazuja    | Steven Blum     | Varga Gábor      |
| Sun                                                                 | Kiucsi Reiko       | Mona Marshall   | Molnár Levente   |
| Chun-Li                                                             | Tóma Jumi          | Lia Sargent     | Turóczy Izabella |
| Dr. Sadler                                                          | Nakamura Daiki     | Peter Lurie     | Bolla Róbert     |
| Rosanov                                                             | Egava Hiszao       | Tom Wyner       | Balázsi Gyula    |
| Góki / Sötét Hadó                                                   | Nisimura Tomomicsi | Keith Burgess   | N/A              |
| Kaszugano Szakura                                                   | Ószava Csiaki      | Michelle Ruff   | Kántor Kitty     |
| Rose                                                                | Orikasza Ai        | Kim Mai Guest   | N/A              |
| Wallace                                                             | Simada Bin         | N/A             | Előd Botond      |
| Zangief                                                             | Ugaki Hidenari     | Joe Romersa     | N/A              |
| Adon                                                                | Takagi Vataru      | R. Martin Klein | N/A              |
| Vega                                                                | Isikava Kazujuki   | Richard Cansino | N/A              |
| Birdie                                                              | Ótomo Rjúzaburó    | Joe Romersa     | N/A              |
| Hibiki Dan                                                          | Isikava Kazujuki   | Bob Papenbrook  | N/A              |
| Csitosze Kei                                                        | Nagaszava Miki     | Sherry Lynn     | Mánya Zsófia     |
| Sodom                                                               | Fuda Maszao        | N/A             | N/A              |
| További magyar hangok: Hám Bertalan, Jánosi Ferenc, Papucsek Vilmos |                    |                 |                  |

## Megjelenések
A film japán bemutatója 1999. december 22-én volt, VHS-en az első részt 2000. április 26-án, a második részt 2000. június 24-én jelentették meg. DVD-n a limitált és a normál kiadás is 2000. augusztus 30-án került piacra. Az angol nyelvű változatot a Manga Entertainment készítette el 2000-ben és az Egyesült Királyságban forgalmazta. Ausztráliában a Madman Entertainment, Franciaországban a Pathé, Spanyolországban a Selecta Visión forgalmazta.
Magyarországon a Black Mirror jelentette meg először két DVD-n 2009. január 29-én és 2009. március 26-án japán és magyar 5.1-es szinkronnal és magyar felirattal. 2009. december 10-én egy háromlemezes DVD-gyűjteményben adta ki a Street Fighter 2 – The movie-vel együtt, majd 2010. október 19-én egy DVD-kötetben is megjelent a kétrészes film. A DVD-gyűjtemény werkfilmet, alkotókkal készült interjúkat, előzeteseket és ajánlókat is tartalmaz.

## Fogadtatás
Tony „Ensui” Chen az Anime News Network dicsérte a részletesen megrajzolt harcjeleneteket és hozzátette, hogy „az erősen részletezett izmosságú férfiaktól a vonzó Chun-Liig és aranyos Szakuráig ez egy biztosan szép példája, hogy egy animét hogyan kell megrajzolni”. Negatívumként emelte ki viszont, hogy a film végén zavaró lehet a cselekmény kuszasága. Rotten Tomatoes oldalán a közönség 56%-ra és 5-ből 3,3-ra értékelte a filmet.